# Nonea taurica
Nonea taurica là loài thực vật có hoa trong họ Mồ hôi. Loài này được Ledeb. mô tả khoa học đầu tiên.